# 레미 카벨라
레미 카벨라(Rémy Cabella, 1990년 3월 8일 ~ )는 프랑스의 축구 선수이다. 현재 리그 1의 릴에서 공격형 미드필더로 뛰고 있다.

## 수상 경력

### 클럽
몽펠리에 HSC
- 리그 1: 2011-12